# Lasius subumbratus
Lasius subumbratus es una especie de hormiga del género Lasius, tribu, Lasiini, orden Hymenoptera. Fue descrita por Viereck en 1903.

## Distribución
Se distribuye por Canadá, México, Estados Unidos y Chequia.

## Hábitat
Habita debajo de piedras y rocas, troncos, madera muerta, corteza de Pinus ponderosa y tocones. Se ha encontrado a elevaciones de 15-4345 metros.